# Митні відносини
Митні відносини — сукупність стосунків між суб'єктами цих відносин, що виникають у зв'язку з переміщенням товарів і транспортних засобів через митний кордон. 

## Суб'єкти митних відносин
Суб'єктами митних відносин є:
- митні органи, що здійснюють митну справу від імені держави,
- інші державні органи, що взаємодіють із митними органами з метою реалізації митної політики,
- суб'єкти зовнішньоекономічної діяльності,
- митні посередники
- фізичні особи, причетні до переміщення товарів і транспортних засобів через митний кордон.